# Miloslava
Miloslava je ženské křestní jméno slovanského původu. Jedná se o ženský protějšek mužského jména Miloslav. Obě dvě tato jména mají význam „slavící milost“ nebo prostě „milý“.
V českém občanském kalendáři má svátek 17. února.

## Statistické údaje
Následující tabulka uvádí četnost jména v ČR a pořadí mezi ženskými jmény ve srovnání dvou roků, pro které jsou dostupné údaje MV ČR – lze z ní tedy vysledovat trend v užívání tohoto jména:
| Rok       | Četnost    | Pořadí   |
| 1999      | 29 895     | 49.      |
| 2002      | 29 153     | 50.      |
| Porovnání | o 742 méně | o 1 hůře |

Změna procentního zastoupení tohoto jména mezi žijícími ženami v ČR (tj. procentní změna se započítáním celkového úbytku žen v ČR za sledované tři roky) je -1,7%.

## Přezdívky
Míla, Milka, Milunka, Miluška, Mili, Slávka

## Známé nositelky jména
- Miloslava Rezková – česká atletka, olympijská vítězka z LOH 1968 v Mexiku a mistryně Evropy z roku 1969 ve skoku do výšky
- Miloslava "Míla" Nekvapilová – česká informatička, podílela se na vývoji programu "Validátor" a na tvorbě algoritmů s cyklem na začátku, v roce 1999 reprezentovala ČR v soutěži G.ISEF v ruském Kaliningradu
- Miloslava Knappová - česká jazykovědkyně zaměřující se na onomastiku, její kniha Jak se bude Vaše dítě jmenovat je častým pomocníkem rodičů a matrik při výběru jména dítěte.